# Genética

Estructura del ADN

El término genética (del griego antiguo: γενετικός, guennetikós, ‘genetivo’, y este de γένεσις, génesis, ‘origen’; acuñado en 1905 por William Bateson) alude al área de estudio de la biología que busca comprender y explicar cómo se transmite la herencia biológica de generación en generación mediante el ADN. Se trata de una de las funciones fundamentales de la biología moderna, y abarca en su interior un gran número de disciplinas propias e interdisciplinarias que se relacionan directamente con la bioquímica, la medicina y la biología celular.
El principal objeto de estudio de la genética son los genes, formados por segmentos de ADN y ARN, tras la transcripción de ARN mensajero, ARN ribosómico y ARN de transferencia, los cuales se sintetizan a partir de ADN. El ADN controla la estructura y el funcionamiento de cada célula, tiene la capacidad de crear copias exactas de sí mismo tras un proceso llamado replicación.

## Primeros estudios genéticos

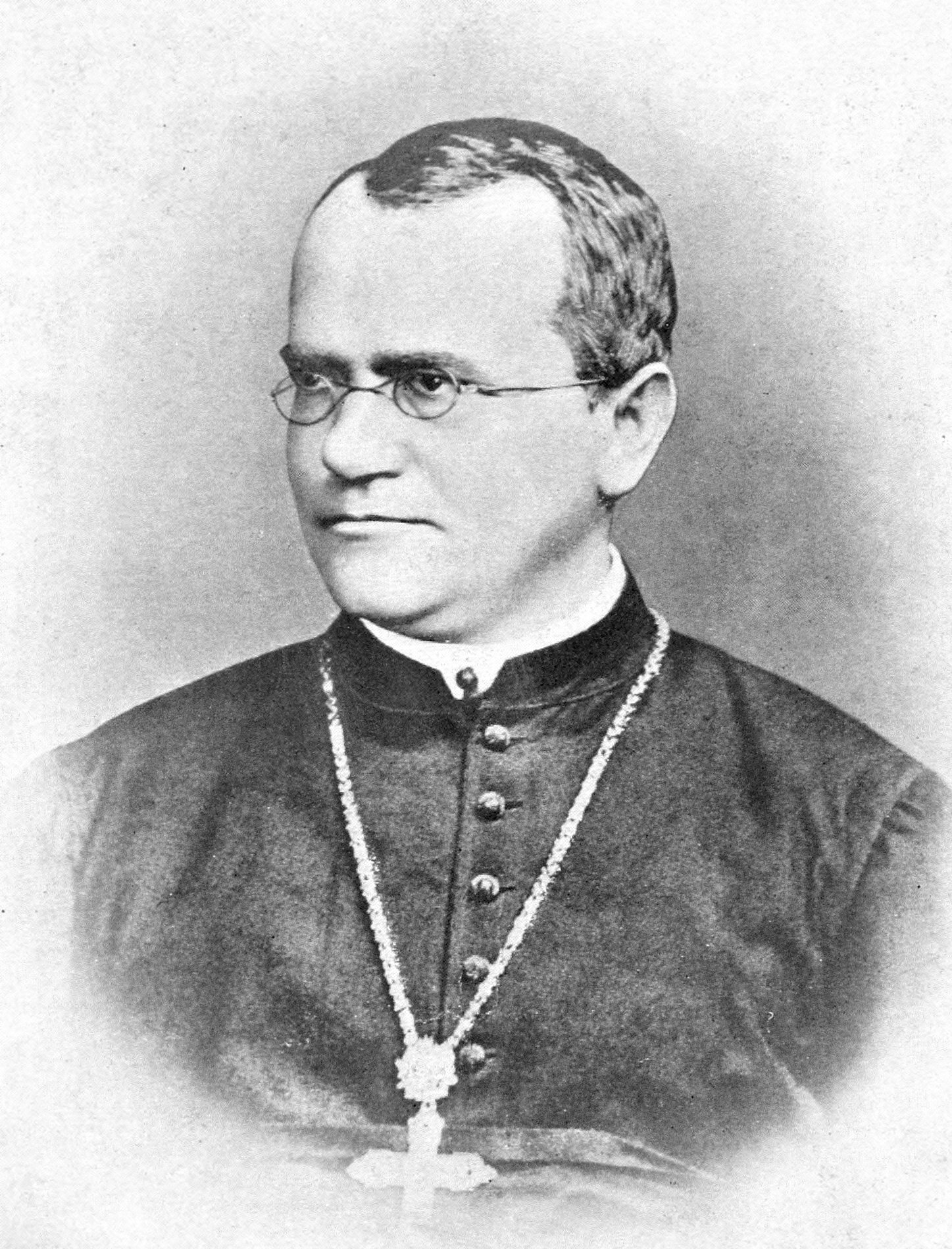
Gregor Mendel, monje y naturista alemán considerado el padre de la genética

Gregor Johann Mendel (20 de julio de 1822-6 de enero de 1884) fue un monje agustino católico y naturalista nacido en Heinzendorf, Austria (actual Hynčice, distrito Nový Jičín, República Checa) que descubrió, por medio de la experimentación de mezclas de diferentes variedades de guisantes, chícharos o arvejas (Pisum sativum), las llamadas Leyes de Mendel que dieron origen a la herencia genética. 
En 1941 Edward Lawrie Tatum y George Wells Beadle demostraron que los genes ARN mensajero codifican proteínas; luego en 1953 James D. Watson y Francis Crick determinaron que la estructura del ADN es una doble hélice en direcciones antiparalelas, polimerizadas en dirección 5' a 3', para el año 1977 Frederick Sanger, Walter Gilbert, y Allan Maxam secuencian ADN completo del genoma del bacteriófago y en 1990 se funda el Proyecto Genoma Humano.

## La ciencia de la genética
Aunque la genética juega un papel muy significativo en la apariencia y el comportamiento de los organismos, es la combinación de la genética, replicación, transcripción y procesamiento (maduración del ARN) con las experiencias del organismo la cual determina el resultado final.
Los genes corresponden a regiones del ADN o ARN, dos moléculas compuestas de una cadena de cuatro tipos diferentes de bases nitrogenadas (adenina, timina, citosina y guanina en ADN), en las cuales tras la transcripción (síntesis de ARN) se cambia la timina por uracilo —la secuencia de estos nucleótidos es la información genética que heredan los organismos. El ADN existe naturalmente en forma bicatenaria, es decir, en dos cadenas en que los nucleótidos de una cadena complementan los de la otra.
La secuencia de nucleótidos de un gen es traducida por las células para producir una cadena de aminoácidos, creando proteínas —el orden de los aminoácidos en una proteína corresponde con el orden de los nucleótidos del gen. Esto recibe el nombre de código genético. Los aminoácidos de una proteína determinan cómo se pliega en una forma tridimensional y responsable del funcionamiento de la proteína. Las proteínas ejecutan casi todas las funciones que las células necesitan para vivir.
El genoma es la totalidad de la información genética que posee un organismo en particular. Por lo general, al hablar de genoma en los seres eucarióticos se refiere solo al ADN contenido en el núcleo, organizado en cromosomas, pero también la mitocondria contiene genes y es llamada genoma mitocondrial.

### Subdivisiones de la genética
La genética se subdivide en varias ramas, como:
- Citogenética: El eje central de esta disciplina es el estudio del cromosoma y su dinámica, así como el estudio del ciclo celular y su repercusión en la herencia. Está muy vinculada a la biología de la reproducción y a la biología celular.
- Clásica o Mendeliana: Se basa en las leyes de Mendel para predecir la herencia de ciertos caracteres o enfermedades. La genética clásica también analiza como el fenómeno de la recombinación o el ligamiento alteran los resultados esperados según las leyes de Mendel.
- Cuantitativa: Analiza el impacto de múltiples genes sobre el fenotipo, muy especialmente cuando estos tienen efectos de pequeña escala.
- Filogenia: Es la genética que estudia el parentesco entre los distintos taxones de seres vivos.
- Genética clínica: Aplica la genética para diagnosticar patologías de origen genético.
- Genética preventiva: Hace uso de la genética para mostrar las distintas predisposiciones que se pueden tener a diversos factores.
- Genética de poblaciones: Se preocupa del comportamiento de los genes en una población y de cómo esto determina la evolución de los organismos.
- Genética del desarrollo: Estudia cómo los genes son regulados para formar un organismo completo a partir de una célula inicial.
- Genética molecular: Estudia el ADN, su composición y la manera en que se duplica. Así mismo, estudia la función de los genes desde el punto de vista molecular: Como transmiten su información hasta llegar a sintetizar proteínas.
- Mutagénesis: Estudia el origen y las repercusiones de las mutaciones en los diferentes niveles del material genético.

### Ingeniería genética
La ingeniería genética es la especialidad que utiliza tecnología de la manipulación y transferencia del ADN de unos organismos a otros, permitiendo controlar algunas de sus propiedades genéticas. Mediante la ingeniería genética se pueden potenciar y eliminar cualidades de organismos en el laboratorio (véase Organismo genéticamente modificado). Por ejemplo, se pueden corregir defectos genéticos (terapia génica), fabricar antibióticos en las glándulas mamarias de vacas de granja o clonar animales como la oveja Dolly.
Algunas de las formas de controlar esto es mediante transfección (lisar células y usar material genético libre), conjugación (plásmidos) y transducción (uso de fagos o virus), entre otras formas. Además se puede ver la manera de regular esta expresión genética en los organismos.
Respecto a la terapia génica, antes mencionada, hay que decir que todavía no se ha conseguido llevar a cabo un tratamiento, con éxito, en humanos para curar alguna enfermedad. Todas las investigaciones se encuentran en la fase experimental. Debido a que aún no se ha descubierto la forma de que la terapia funcione (tal vez, aplicando distintos métodos para introducir el ADN), cada vez son menos los fondos dedicados a este tipo de investigaciones. Por otro lado, aunque este es un campo que puede generar muchos beneficios económicos, este tipo de terapias son muy costosas, por lo que, en cuanto se consiga mejorar la técnica y  disminuir su coste, es de suponer que las inversiones subirán.

## Genética muscular
Investigaciones actuales afirman que los marcadores metabólicos entre los distintos tipos de genética muscular pueden diferenciarse en un 7-18%. La diferencia principal se encuentra en la reacción del cuerpo ante la ingesta de carbohidratos y los niveles de las hormonas sexuales como la testosterona. 
La genética muscular es un área de la ciencia con potenciales herramientas para mejorar los resultados en el deporte. Determinar la predisposición genética de un individuo: ectomorfo, mesomorfo o endomorfo, es una estrategia utilizada por los profesionales del deporte para incrementar el rendimiento. Se han diferencias en la concentración de creatina en los distintos tipos somatotipos corporales así como diferencias en las concentraciones de distintos marcadores metabólicos.

## Cronología de descubrimientos genéticos notables
| Año  | Acontecimiento |
| ---- | --- |
| 1865 | Se publica el trabajo de Gregor Mendel |
| 1900 | Los botánicos Hugo de Vries, Carl Correns y Erich von Tschermak redescubren el trabajo de Gregor Mendel |
| 1903 | Se descubre la implicación de los cromosomas en la herencia |
| 1905 | El biólogo británico William Bateson acuña el término "Genetics". |
| 1910 | Thomas Hunt Morgan demuestra que los genes residen en los cromosomas. Además, gracias al fenómeno de recombinación genética consiguió describir la posición de diversos genes en los cromosomas. |
| 1913 | Alfred Sturtevant crea el primer mapa genético de un cromosoma |
| 1918 | Ronald Fisher publica On the correlation between relatives on the supposition of Mendelian inheritance —la síntesis moderna comienza. |
| 1923 | Los mapas genéticos demuestran la disposición lineal de los genes en los cromosomas |
| 1928 | Se denomina mutación a cualquier cambio en la secuencia nucleotídica de un gen, sea esta evidente o no en el fenotipo |
| 1928 | Fred Griffith descubre una molécula hereditaria transmisible entre bacterias (véase Experimento de Griffith) |
| 1931 | El entrecruzamiento es la causa de la recombinación |
| 1941 | Edward Lawrie Tatum y George Wells Beadle demuestran que los genes codifican proteínas; véase el dogma central de la Biología |
| 1944 | Oswald Theodore Avery, Colin McLeod y Maclyn McCarty demuestran que el ADN es el material genético (denominado entonces principio transformante) |
| 1950 | Erwin Chargaff demuestra que las proporciones de cada nucleótido siguen algunas reglas (por ejemplo, que la cantidad de adenina, A, tiende a ser igual a la cantidad de timina, T). Barbara McClintock descubre los transposones en el maíz |
| 1952 | El experimento de Hershey y Chase demuestra que la información genética de los fagos reside en el ADN |
| 1953 | James D. Watson y Francis Crick determinan que la estructura del ADN es una doble hélice |
| 1956 | Joe Hin Tjio y Albert Levan establecen que, en la especie humana, el número de cromosomas es 46 |
| 1958 | El experimento de Meselson y Stahl demuestra que la replicación del ADN es replicación semiconservativa |
| 1961 | El código genético está organizado en tripletes |
| 1964 | Howard Temin demuestra, empleando virus de ARN, excepciones al dogma central de Watson |
| 1970 | Se descubren las enzimas de restricción en la bacteria Haemophilius influenzae, lo que permite a los científicos manipular el ADN |
| 1973 | El estudio de linajes celulares mediante análisis clonal y el estudio de mutaciones homeóticas condujeron a la teoría de los compartimentos propuesta por Antonio García-Bellido et ál. Según esta teoría, el organismo está constituido por compartimentos o unidades definidas por la acción de genes maestros que ejecutan decisiones que conducen a varios clones de células hacia una línea de desarrollo. |
| 1977 | Fred Sanger, Walter Gilbert, y Allan Maxam, secuencian ADN por primera vez trabajando independientemente. El laboratorio de Sanger completa la secuencia del genoma del bacteriófago Φ-X174 |
| 1983 | Kary Banks Mullis descubre la reacción en cadena de la polimerasa, que posibilita la amplificación del ADN |
| 1989 | Francis Collins y Lap-Chee Tsui secuencian un gen humano por primera vez. El gen codifica la proteína CFTR, cuyo defecto causa fibrosis quística |
| 1990 | Se funda el Proyecto Genoma Humano por parte del Departamento de Energía y los Institutos de la Salud de los Estados Unidos |
| 1995 | El genoma de Haemophilus influenzae es el primer genoma secuenciado de un organismo de vida libre |
| 1996 | Se da a conocer por primera vez la secuencia completa de un eucariota, la levadura Saccharomyces cerevisiae |
| 1998 | Se da a conocer por primera vez la secuencia completa de un eucariota pluricelular, el nematodo Caenorhabditis elegans |
| 2001 | El Proyecto Genoma Humano y Celera Genomics presentan el primer borrador de la secuencia del genoma humano |
| 2003 | (14 de abril) Se completa con éxito el Proyecto Genoma Humano con el 99 % del genoma secuenciado con una precisión del 99,99 % |

## Adaptaciones genéticas
Los cambios genéticos pueden dotar a las especies de rasgos complejos que les permita expandirse y ocupar nuevos nichos. Estos cambios son claves para la especiación y diversificación. Por ejemplo, para adaptarse a la vida en las alturas de los árboles, diferentes especies de ranas han adquirido evolutivamente rasgos complejos para escalar y planear.